# Mulk (film)
Pour plus de détails, voir Fiche technique et Distribution.
Mulk est un film dramatique indien en langue hindi de 2018 réalisé par Anubhav Sinha, mis en scène à Benarès et à Lucknow.

## Résumé
Mulk raconte l’histoire d’une famille musulmane qui essaie de récupérer son honneur perdu.

## Polémique
Le film est interdit d'exploitation au Pakistan considéré comme anti-musulman et dans le même temps, les autorités indiennes estiment que Mulk fait la promotion de l'Islam, sans toutefois l'interdire.

## Distribution
Sauf indication contraire, les informations mentionnées dans cette section peuvent être confirmées par la base de données cinématographiques IMDb,  présente dans la section « Liens externes ».
- Tapsee Pannu
- Rishi Kapoor
- Abdul Quadir Amin